# Golama Żelazna
Golama Żelazna (bułg. Голяма Желязна) – wieś w północnej Bułgarii, w obwodzie Łowecz, w gminie Trojan.
Przez wieś przepływa Topla. Miejscowość znajduje się na granicy gminy Trojan z gminą Tetewen.